# Číčov
Číčov (hongrois : Csicsó) est un village de Slovaquie situé dans la région de Nitra.

## Histoire
Première mention écrite du village en 1172.

## Démographie

### Évolution de la population
| Année:               | 1994. | 2004.   | 2014.   | 2024.   |
| -------------------- | ----- | ------- | ------- | ------- |
| Nombre de personnes: | 1373  | 1359    | 1267    | 1186    |
| Différence:          |       | -1,01 % | -6,76 % | -6,39 % |

| Année:               | 2023. | 2024.   |
| -------------------- | ----- | ------- |
| Nombre de personnes: | 1192  | 1186    |
| Différence:          |       | -0,50 % |